# Муршид Кулі-хан
Муршид Кулі-хан — перший наваб Бенгалії у 1717—1727 роках.

## Життєпис
Народився індійським брахманом близько 1670 року. Пізніше був куплений могольським дворянином Хаджі Шафі. Після смерті останнього працював у дивані Відарбхи, де привернув увагу Аурангзеба, який відрядив його до Бенгалії на посаду дивана (близько 1700). 
У 1703 році перейменував столицю Бенгалії з Мукшусабаду на Муршидабад. 1717 року він отримав пост Наваб Назіма.
За часів його правління система джаґірів була замінена на заміндарів (у 1712-1713 роках). Також він продовжував надсилати державні прибутки імператору Великих Моголів.
Муршид Кулі-хан бажав, щоб йому спадкував онук Сарфарадж-хан, втім проти цього у 1727 році виступив зять Шуджа-уд-дін Мухаммад-хан, який повалив Муршид Кулі-хана.